# Albina, Cimișlia
Albina este satul de reședință al comunei cu același nume  din raionul Cimișlia, Republica Moldova.

## Etimologie
Denumirea satului reprezintă un oiconim la origine având numele unei moșii denumită, conform tradiției locale, după o veche prisacă, toponimul evoluând din cuvântul „albină” moștenit din latina vulgară alvīna - „stup”.

## Istoria localității
Satul Albina a fost menționat documentar în anul 1775.

## Geografie
Distanța directă până în or. Cimișlia este de 24 km. Distanța directă până în or. Chișinău este de 39 km.

## Demografie

### Structura etnică
Structura etnică a satului Albina conform recensământului populației din 2004:
| Grup etnic                    | Populație | % Procentaj |
| ----------------------------- | --------- | ----------- |
| Ucraineni                     | 572       | 65,07%      |
| Băștinași declarați Moldoveni | 263       | 29,92%      |
| Bulgari                       | 19        | 2,16%       |
| Ruși                          | 17        | 1,93%       |
| Găgăuzi                       | 3         | 0,34%       |
| Alții                         | 5         | 0,57%       |
| Total                         | 879       |             |